# Desmos acutus
Desmos acutus är en kirimojaväxtart som först beskrevs av Johannes Elias Teijsmann och Simon Binnendijk, och fick sitt nu gällande namn av Ian Mark Turner. Desmos acutus ingår i släktet Desmos och familjen kirimojaväxter. Inga underarter finns listade i Catalogue of Life.